# نساء لاجئات
تُواجِه النِّساء اللاجئات اللَّواتي يَعِشنَ في مخيمات اللاجئين قَضايا مُماثلة لأولئك الذين يَعيشون في الأحياء الفقيرة في المدن والقرى الريفية. ومع ذلك، لا يَعيش سِوى أقَل مِن نِصف عَدد اللاجئين في مخيمات اللاجئين، بينما يَعيش الغالِبية كَلاجئين حضريين في المناطق الحضرية. مُعظم القَضايا التي تُواجِهُهم تَشمل التفاوت الاجتماعي وسوء المُعامَلة التي تُرى في أغلَب الأحيان. وتَشمل القضايا الشائِعة التمييز والاعتداء الجنسي والاتجار بالبشر. غالباً ما يُستَخدم الاغتصاب كَسِلاح تُجاه النِّساء مِن أجل إضعاف وتَرهيب المُجتمعات والعائِلات. العنف الجنسي يوصم النساء ويَتركهن يَُدَمرنَ عاطفيًا وجسديًا. هذه هِي القضايا التي تُواجه النِّساء عَلى رأس مَسؤولياتِهنَّ كَأم، رب أسرة، معلم.. إلخ.

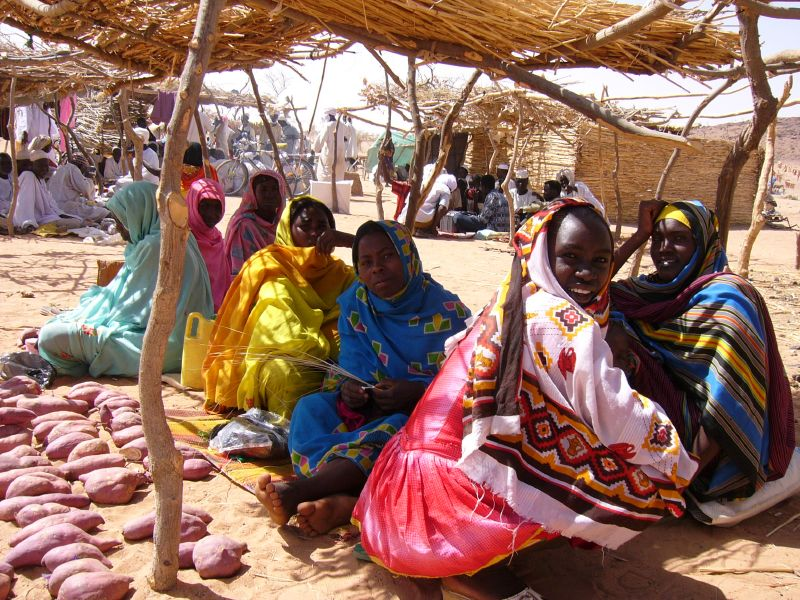
اللاجئات في تشاد

## صحة

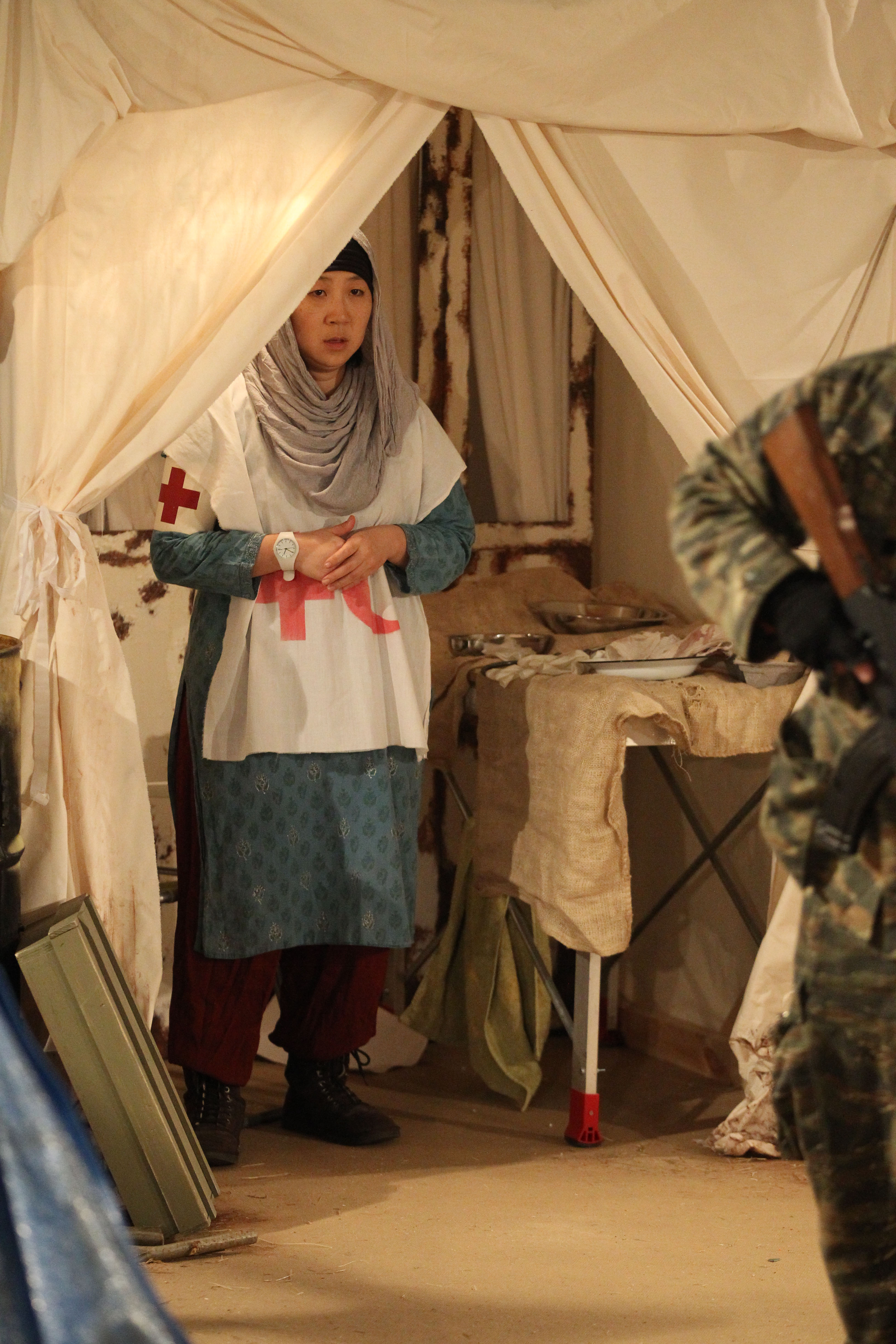
عيادة صحية داخل مخيم للاجئين

في كثيرٍ مِنَ الأحيان، في البلدان مُنخَفضة الدخل، تَتَراوح القَضايا الصِّحية التي تُواجه اللاجئات بَين الجفاف والإسهال والحمى المرتفعة والملاريا، ولكنَّها تَشمل أيضًا ظَواهر أكثَر اتساعًا، مِثلَ العُنف القائِم على نَوع الجنس وصحة الأم. وتشمل الأسباب الرئيسية لوفاة النساء اللاجئات سوء التغذية والإسهال والتهابات الجهاز التنفسي، والمُضاعَفات الإنجابية. تَتَأثر المخاوِف الصِّحية الخاصّة باللاجئات بِمَجموعة مُتنوعة مِن العَوامل بِما في ذلك صِحتِهُنَّ الجَسدية والعَقلية والاجتِماعية. تَنتشر المُضاعفات الصِّحية والمَخاوف المُتعلقة باللاجئات خِلال فَترة وُجودهن كَلاجِئان يَعشنَ في مُخيمات أو مآوي مُؤقتة، وكذلك حالما يَنتقلن إلى بُلدان اللُّجوء أو إعادة التوطين. تَشمل العَوامل الخارجيّة التي تُسهم في الاهتمامات الصِّحية لِلنساء اللاجئات عدم المساواة بين الجِنسين المَدعوم ثقافيًا، ومَحدودية الحَركة، وعَدم الوُصول إلى مَرافِق الرعاية الصحية، والكَثافة السُّكانية العالِية داخِل مُخيمات اللاجئين، وانخِفاض مُستويات التعليم.

### الصحة الإنجابية
تَتفق المنظمات الدولية والبُلدان المكوِّنة للأمم المتحدة على أنَّ الرِّعاية الإنجابية الكافية يَجب أن تَكونَ «آمنة وفعالة وميسورة التكلفة». ووفقاً للأمم المتحدة، فهي تَدعم القِيم العالَمية لحقوق الإنسان من تَوافر احتِياجات الرِّعاية الصحية الإنجابية لجميع النساء، إلا أن الخدمات التي تتوافق مع احترام الاختلافات الثقافية نادراً ما تُقَدم إلى اللاجئات. بِسبب الافتِقار إلى الرِّعاية الصحية الإنجابية المَرضية في مخيمات اللاجئين، حيث أن المُضاعفات المُتعلقة بإنجاب الأطفال والحمل هي أحد الأسباب الرئيسية لِلموت والمَرض بين النساء اللاجئات اللَّواتي يَعِشن في المخيمات في عام 2010.
كما تُواجِه اللاجئات اللَّواتي غادَرن المُخيمات ويُقِمنَ في بُلدان اللُّجوء وإعادة التوطين تَحديات تَتعلق بالصحة الإنجابية. ووجدت دِراسة نُشرت عام 2004 في مجلة القبالة وصحة المرأة أن اللاجئات اللَّواتي يَعِشن في الدُّول ذو الدخل المرتفع يواجهن مَشاكل في الحُصول على الرِّعاية الإنجابية المُناسبة؛ بسبب الحواجز اللغوية وانعدام الاحترام والفَهم الثقافي.

### الصحة النفسية
غالبًا ما تُواجه اللاجئات مَجموعة مِنَ المُضاعفات الصِّحية النَّفسية في بُلدانِهن، وفي مُخيمات اللاجئين، وفي بلدان إعادة التوطين أو اللجوء. في بلدانهن الأصلية، قد تكون النساء اللاتي هربن كلاجئات قد تَعرضن لِلإساءة النَّفسية أو الجَسَدية لِمجموعة مِنَ الأسباب، بِما في ذلك الإبادة الجماعية، أو محاولة التشهير بالأسرة، أو المجتمع، أو الثقافة، ولأنه يُنظر إليهن عَلى أنهنَّ "خطيرات سياسيًا"."هذه الأشكال مِنَ الإيذاء تُسبب ضائِقة وإلحاق ضَرر بالصِّحة العَقلية والرفاهية لِلنساء اللاجئات. تَتَأثر الصِّحة العَقلية لِلاجئات في مُخيمات اللاجئين بِحالات التمييز القائمة على نوع الجنس، والعنف الجنسي والمنزلي، والعمل القسري، والمسؤوليات الجديدة. وفي البلدان المضيفة للاجئين، تَسود التَعقيدات في الصِّحة العقلية أيضاً بسبب الحواجز اللُّغوية والثَّقافية، والإجهاد اللاحق لِلصدمة من الفِرار والاضطهاد في بلدانهن الأصلية، وصعوبة الحصول على علاج للصحة العقلية، وزيادة احتمال مواجهة سوء المُعاملة مُقارنة بمواطني البلد المضيف.

### تغذية
يَتجلى سوء تَغذية اللاجئات بِطرق مُتنوعة في كل مِن مخيمات اللاجئين وفي بُلدان اللجوء وإعادَة التوطين. تُسهم قضايا الأمن الغذائي، وسوء الفهم الاقتصادي والسياسي، والتمييز داخل مخيمات اللاجئين في ضعف الغذاء للعديد من اللاجئات. في دراسة للمعونة الغذائية في مُخيمات اللاجئين الروانديين، وجد الخبراء أن عدم اهتمام وكالات المعونة الدَّولية والاهتمام بالأعمال السِّياسية والاقتصادية والثقافية لِلبلدان التي تَمر بِأزمات قد يُؤدي إلى عَدم كفاية المساعدات الغذائية، وهذا بدوره قد يؤدي إلى سوء التغذية للاجئين. وبالمثل، أظهرت الدراسات أنه على الرغم من عدم وجود تمييز قانوني بين اللاجئين من الذكور والإناث، فإن مجتمعات اللاجئين الدَّولية وحتى منظمات المعونة تميل إلى التمسك بالتمييز على أساس الجنس. ويترجم ذلك إلى سوء التغذية بالنسبة للنساء اللاجئات بسبب الافتقار إلى الأولوية في توزيع الغذاء، فضلاً عن الاهتمام الطبي بالمسائل المتعلقة بالتغذية ونقص الرعاية التغذوية الإنجابية.

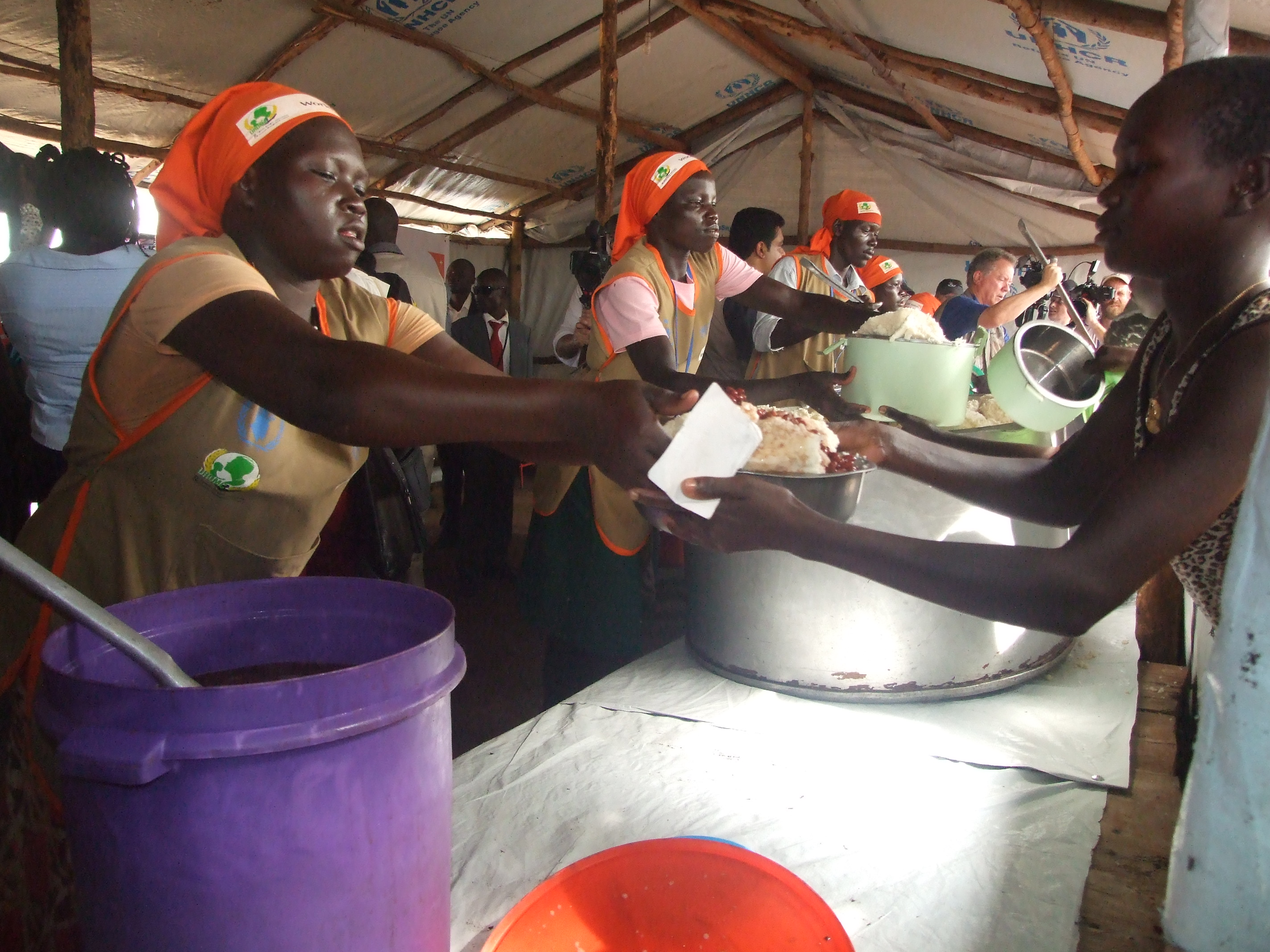
لاجئون من جنوب السودان يقدمون الطعام.

تَستمر قَضايا سوء التغذية في بلدان اللُّجوء وإعادة التوطين لِلنساء اللاجئات من خلال انعدام الأمن الغذائي ونَقص التعليم التغذوي. وَوُجِدت دِراسة عن النِّساء اللاجئات الصوماليات في عام 2013 أن معدلات تناول اللحوم والبيض كانت أعلى بشكل ملحوظ في النساء اللاجئات مقارنة بالنساء القوميات في البلد المضيف، في حين كانت معدلات تناول الفاكهة والخضار أقل بكثير. توصلت دِراسة ذات صِلة باللاجئات الكمبوديات إلى أن الأسباب الشائِعة لِسوء التغذية هِي التي تَعيش في المناطق التي تُعاني مِن انعدام الأمن الغذائي، والمناطق ذات الدخل المنخفض، والافتقار إلى الوسائل الاقتصادية لشراء المزيد من الطعام المغذي، ونقص التعليم حول تناول الطعام المغذي في بلدهم الجديد.

## عمل
كثيراً ما تَتَعرض اللاجئات لِلعمل القَسري في مُخيمات اللاجئين مِن خلال تَعزيز الأدوار والقَوالب النمطية التقليدية للجنسين. غالبًا ما تَكون النِّساء في مُخيمات اللاجئين المَصدر الرَّئيسي لِلعمل البَدني لِجمع المياه والترشيح بالإضافة إلى البستنة الصغيرة والمهام الزراعية وإعداد الطعام. وعلى الرَّغم مِن أدوارهن الكَبيرة في هذه المَجالات، فإن النِّساء مُستبعدات مِن القيادة في اللجان وأطراف التخطيط داخل مخيمات اللاجئين ويَهبطن إلى أدوار شاقة للغاية بَينما يُمكن في كثير من الأحيان رؤية اللاجئين الذكور في مواقع النفوذ والسلطة داخل المخيم ومع وكالات المعونة الدولية.
وكثيراً ما تَتَعرض اللاجئات في المخيمات لِلعمل القسري، بما في ذلك الدعارة القسرية والعمل البدني القسري. بالإضافة إلى انتهاك الحقوق القانونية للاجئين، حيث وجد أن العَمَل القسري الذي تُعاني مِنه النساء في مُخيمات اللاجئين يُضر برفاهيتهن الجَسدية والعَقلية والاجتِماعية. في كثير من الأحيان، يتم البحث عن النساء اللواتي يَتعرضن لهذه العوامل وغيرها من الأعمال القسرية على أساس العرق والمفهوم النمطي لوضعهن في المجتمع.

## الاعتداءات
وفقاً للأمم المتحدة، فإن العنف القائم على أساس نوع الجنس في سياق الاعتداء على اللاجئات هو"أي عَمل من أعمال العنف يؤدي إلى: أذى جسدي أو جنسي أو عقلي أو معاناة للمرأة بما في ذلك التهديد والإكراه أو الحرمان التعسفي"الاعتداء على النساء اللاجئات جِنسيًا وغير جنسيًا، لكن حالات العنف تظهر في أغلب الأحيان على شكل عنف جنسي للنساء اللاجئات. وفقًا لدراسة أجريت في عام 2000، فإن النساء مُعرضات بِشكل خاص للاغتصاب وغيره من أشكال الاعتداء الجنسي في أوقات الحرب و «تفكك الهياكل الاجتماعية» وفقًا لمجموعة مُتنوعة مِن الأسباب. وتشمل هذه الأسباب الاضطرابات الاجتماعية، واختلاط الثقافات والقيم المتنوعة، السلطة السائدة، وضعف النساء اللواتي يطلبن اللجوء. تَشمل الطُّرق التي يَظهر فيها العنف والاعتداء الجنسي ضد النساء اللاجئات ممارسة الجنس بالإكراه من قبل العاملين/المتطوعين في وكالات المعونة الدولية، أو الدعارة القسرية أو ممارسة الجنس القسري من قبل زملائهم في مخيم اللاجئين، أو الدعارة القسرية أو ممارسة الجنس القسري من قبل أفراد المجتمع المَحلي، أو الاغتصاب. من قبل أي من الخصائص الديمغرافية المذكورة أعلاه، أو تَبادل الجنس مقابل السلع أو الخدمات المادية الحيوية، أو محاولة إهانة امرأة، أو زوجها، أو والدها. يعتبر العنف الجنسي من المحرمات في العديد من الثقافات، وبالتالي لا يتم الإبلاغ عن العنف القائم على النوع الاجتماعي. حتى لو كانت النساء يسعين للإبلاغ عن العنف، فغالبًا ما لا يوجد مكان داخل مخيم اللاجئين لكي يحول مشاكلهن.

## وكالات المعونة
- تعمل العديد مِن المنظمات غير الحكومية (NGOs)والمُنظمات غَير الحكومية الدَّولية لِلدفاع عَن اللاجئات مِن النساء والأطفال.
- تعمل لجان الإنقاذ الدولية كمدافعة عن النساء للحكومات الأجنبية من أجل سن قوانين تتعلق بصحة وراحة النساء اللاجئات. كما يقومون بتعليم الرجال والفتيان بتغيير ثقافة العنف تجاه النساء.[19]

## التكيف مع اللاجئين
بالنسبة للاجئ الذي يَتم تَهجيره. عَدد قليلٌ جدًا مِنهم يستقرون في البلد الجديد، أو في مَكان قريب من بَلدهم الأصلي، أو في مَكان بَعيد مثل أمريكا. يعتمد تكيف اللاجئ في مكانه الجديد على العديد من العوامل مثل: التعليم، الجنس، العمر، مكان الإقامة، العرق، شبكة الدعم العرقي، الرعاية، صدمة السفر، الحالة الاجتماعية، مدة الإقامة، وفي حالة انتقال اللاجئين إلى أمريكا أو غيرها من البلدان الناطقة باللغة الإنجليزية، عليهم إجادة اللغة الإنجليزية وغالباً ما يكون الأطفال بشكل خاص هم الذين يجدون صعوبة في التكيف مع بيئاتهم الجديدة.

### التكيف والأطفال
عندما يَمُر الطفل بِعمر سِتة أشهر، يَتم ضَبطه على البيئة الجديدة بِشكل جُزئي من خِلال حَجم الصدمة والتوتر والعنف الذي عانى منه الطفل حتى الآن. الأطفال هم أكثر عرضة من الفتيات للتكيف في البيئة الجديدة، لأنهم أقل قدرة على التعبير عن مشاكلهم. يتأقلم الأطفال بسهولة أكبر في البلدان الجديدة عندما يكون عددهم الأكبر من مجموعتهم العرقية، وهناك درجة من الاستمرارية الثقافية من بلدهم الأصلي إلى بلد اللجوء أو عندما يتم الحفاظ على المجموعة العرقية في بلدهم المُضيف. إن الفِكرة الثَّقافية المُتعددة الأعراق لا تُحبذ رفاه الطفل في مَنزله الجَديد، لأن الحِفاظ على جُذوره الثَّقافية هُو الأهم في المراحل الأولى من إعادة التوطين. وتمثل الأسر عاملاً مهماً في مساعدة الأطفال اللاجئين على التكيف مع منازلهم الجديدة.